# Methusastratos
Méthusastratos fut roi de Tyr de 909 à 897 av. J.-C. 
Methusastratos ou Méthousastratros, fils de Léastratos, est l’aîné des quatre fils de la nourrice du roi Abdastratos Ier qui complotent contre lui et le tuent. Methusastratos monte sur le trône. il vécut 54 ans et règne pendant 12 ans.

## Sources
- Sabatino Moscati, Les Phéniciens, Paris, Arthème Fayard, coll. « Marabout Université », 1971, 278 p. (ISBN 2501003543)